# 哈利·裘德

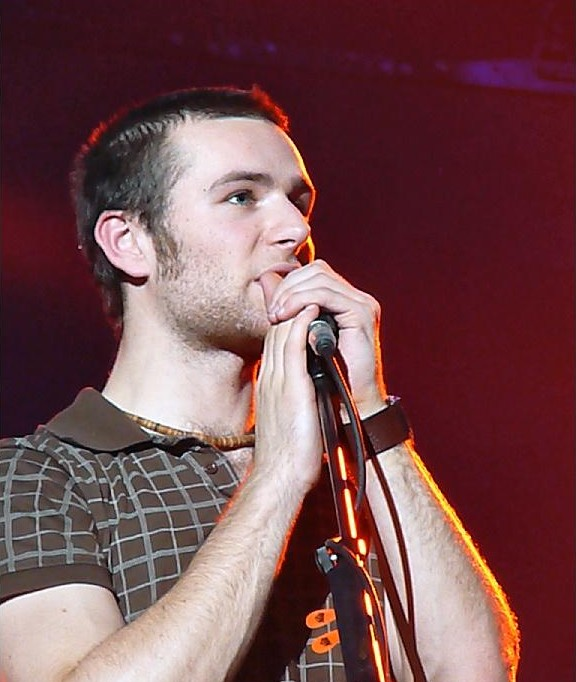
哈利·裘德

哈利·馬克·克里斯多福·裘得，又被稱作 哈利·裘得（英語：Harry Judd，1985年12月23日—），生於英格蘭埃塞克斯郡切爾姆斯福德。他在英國流行搖滾樂團 McFLY 裡擔任鼓手，其餘成員還有丹尼·瓊斯（Danny Jones）、道基·波伊特（Dougie Poynter）和湯姆·弗萊屈（Tom Fletcher）。McFLY因為霸子樂團邀請他們在2004年三月的巡迴演唱而變得有名。

## 外部連結
- McFly 官方網站
- McFly MySpace網誌（页面存档备份，存于）